# Zakład Optyki Atomowej UJ
Zakład Optyki Atomowej (w skrócie ZOA) – zakład w  Instytucie Fizyki Teoretycznej Wydziału Fizyki, Astronomii i Informatyki Stosowanej (FAIS) UJ. Powstał w 1962 roku. W 2003 roku wydzielił się z ZOA Zakład Fotoniki. 
Prowadzi doświadczalne i teoretyczne badania naukowe w zakresie fizyki atomowej i cząsteczkowej, mechaniki kwantowej, w tym optyki kwantowej i informatyki kwantowej. O unikatowości tego zakładu w skali kraju świadczy połączenie badań teoretycznych i doświadczalnych w jednej strukturze. Obok badań fundamentalnych prowadzone są m.in. prace nad zastosowaniem spolaryzowanych gazów do tomografii płuc. Realizowane projekty naukowe są finansowane między innymi przez Ministerstwo Nauki i Szkolnictwa Wyższego i programy naukowe Unii Europejskiej.

## Kierownicy
- Danuta Kunisz (1962–1979)
- Tomasz Dohnalik (1979–1991, 1994–2009)
- Wojciech Gawlik (1991–1994)
- Jakub Zakrzewski (od 2009)

## Absolwenci
- Artur Ekert – jeden z twórców kryptografii kwantowej
- Karol Musioł – rektor UJ